# Halle Marcadieu de Tarbes
La halle Marcadieu de Tarbes  est  un bâtiment public, à vocation de marchés couverts situé dans la commune de Tarbes, département français des Hautes-Pyrénées.

## Toponymie
Étymologiquement, en occitan, « marcat » signifie marché et du suffixe « iu » intégrant la notion de fonction.

## Historique
Les échanges commerciaux s'effectuent depuis 1614 dans ce quartier entre commerçants et paysans Bigourdans et Aragonais, il a connu son apogée au XIXe siècle avec le commerce des chevaux et des mules vers l'Espagne.
Un premier projet de halle abritant le marché est envisagé dès 1836, mais ce n'est qu'en 1880 que la municipalité Molard décide de consacrer un budget de 400 000 francs à cette construction (à noter qu'au même moment on prévoit 480 000 francs pour la halle Brauhauban, mais financée par un legs privé).
Le choix du lieu sur la place du Marcadieu est fait le 25 mars 1880, car depuis 1867, la rue des Grands-Fossés (actuellement la rue Maréchal Foch) débouche sur la place afin de relier ce quartier au centre-ville.
Le programme du concours publié le 21 avril 1880 recommande une superficie commerciale de 4 300 m², l'emploi d'une pierre noble, celle de Lourdes, ainsi que du fer, de la fonte et des entrées de halle munies de grilles ouvrantes en fer forgé. La superstructure métallique couverte d'ardoise du pays doit montrer des dispositions convenables pour éviter la concentration de la chaleur et assurer une bonne ventilation. Pour cette réalisation, la municipalité de Tarbes fixe un montant forfaitaire de 395 000 francs      
Quatre projets sont présentés à la commission d'examen constituée le 19 mai : c'est le projet « Verax » de l'entreprise Joret et Cie, ingénieurs-constructeurs à Paris qui est retenu. Elle est typique de l’architecture du modèle parisien dessiné par Victor Baltard.
Les travaux se déroulent de 1880 à 1882, la réception définitive par Louis Caddau, architecte de la ville, ayant lieu le 25 janvier 1884.
Ultérieurement, des travaux de réfection de la toiture interviendront en 1934 (couverture en ardoise de Labassère) après la tempête de 1927. Enfin, la très récente rénovation intégrale a été menée par la municipalité Trémège en 2003.

## Localisation
La halle est situé dans le quartier du centre-ville (canton de Tarbes 2) en partie est de la commune entre la place Parmentier à l’ouest et la place du marché Marcadieu à l’est et au sud de l’église Sainte-Thérèse.

## Caractéristiques
La halle est constituée de trois nefs contiguës, quatre petits pavillons angulaires sont destinés à la loge du concierge, le poste de police, le bureau de pesage et celui de la vérification.
Les deux grandes portes centrales d'entrée sont en pierre de taille de Lavoux et situées dans l'axe nord-sud. Deux autres entrées, dans l'axe est-ouest, se veulent un accès spécial pour la galerie du pourtour. Enfin, quatre entrées permettent l'accès aux pavillons d'angle. Les fermes métalliques sont à l'américaine supportées par des colonnes en fonte. Les pilastres sont en pierre de taille de Lourdes.
Une charpente supporte la halle centrale, une autre soutient les boutiques intérieures et une troisième porte la marquise extérieure qui fait saillie de 3 mètres pour abriter le trottoir périphérique.
Caractéristiques techniques :
- Longueur : 83.50 mètres (à l'extérieur des murs de pourtour).
- Largeur : 51.50 mètres.
- Carreau central : 66 mètres x 34 mètres, couvert d'un seul tenant sans appuis intermédiaires.
- Hauteur maximale sous le lanterneau central : 18.50 mètres.

Ce carreau central est entouré par une galerie couverte en forme de bas-côtés de 8 m de large.
- La couverture est portée par une ossature métallique structurée par de grandes fermes transversales ; d'une portée de 33.50 mètres.
- 4 portes d'entrée de grandes dimensions (6.70 mètresde large) assurent la circulation des biens et des personnes.

## Galerie d'images

Sélection de vues de la halle.
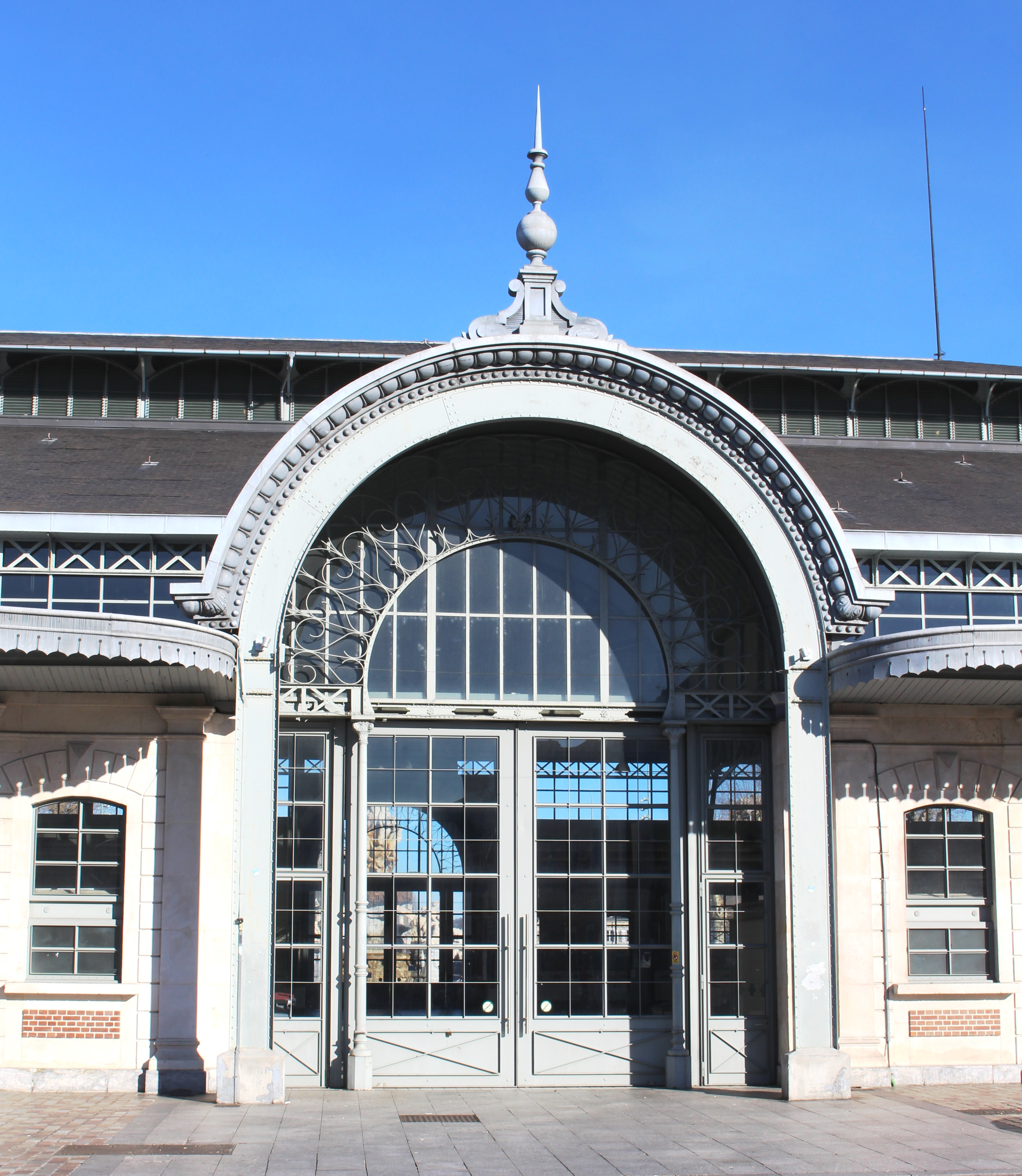
Entrée ouest.
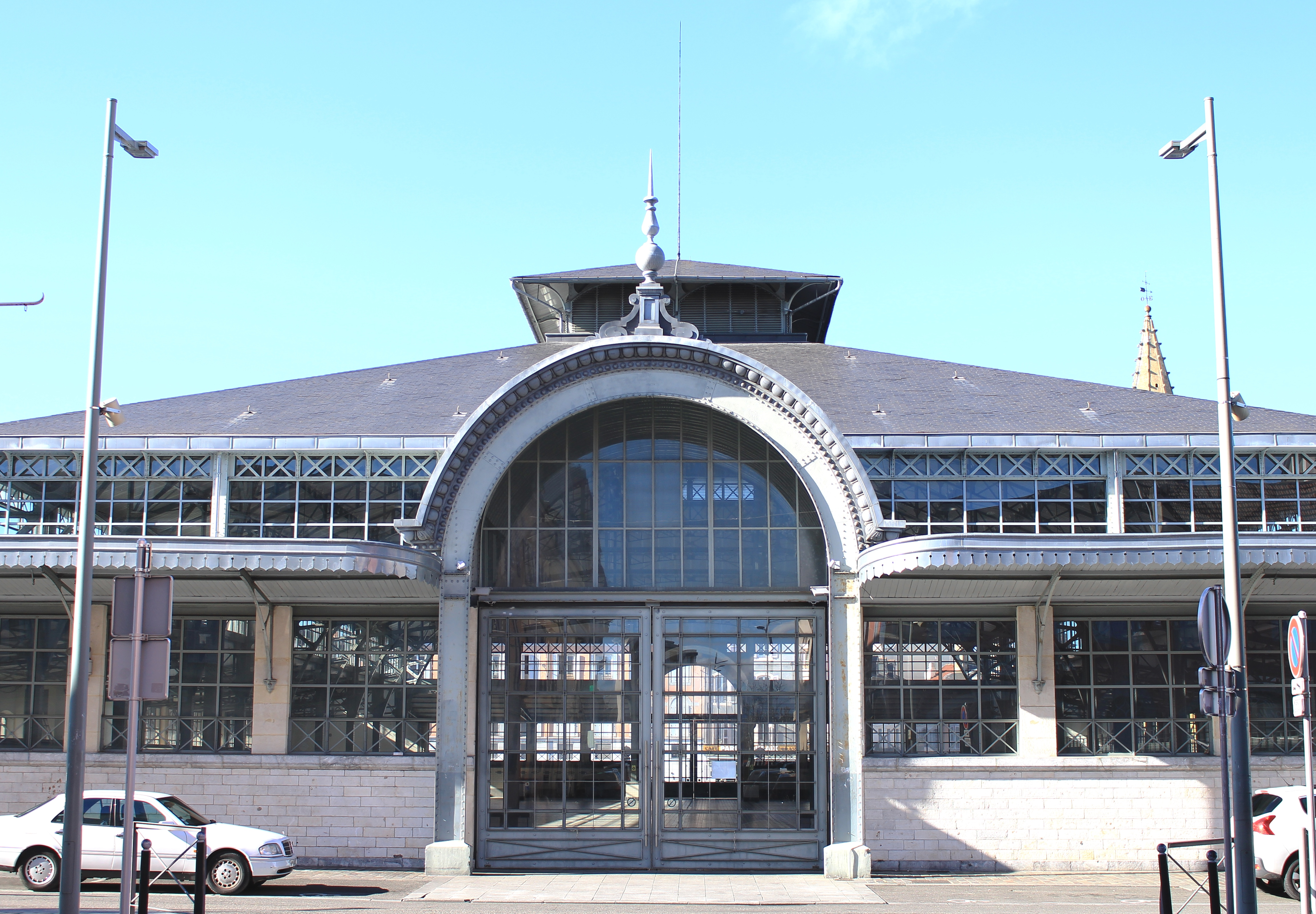
Entrée sud.
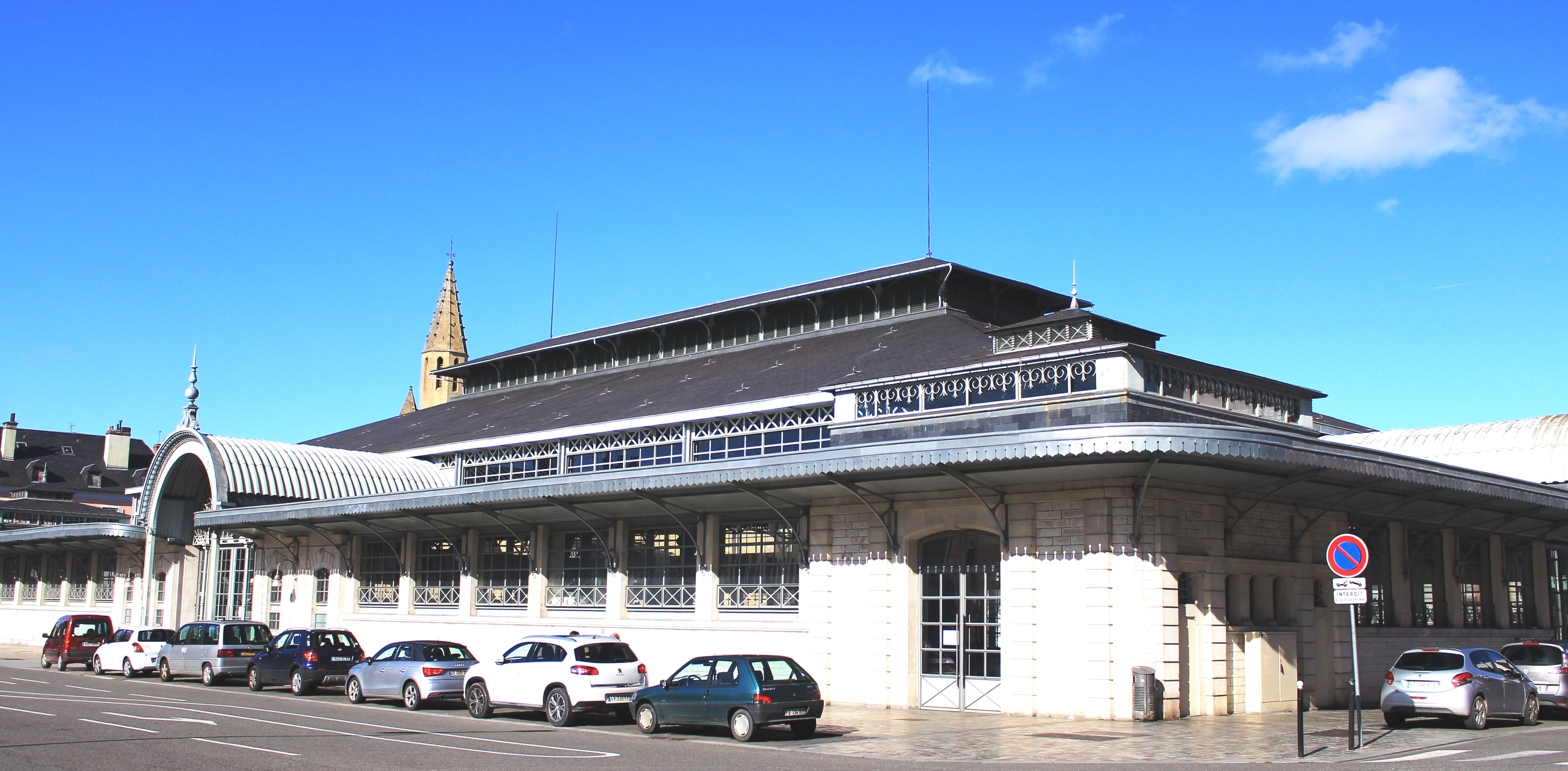
Façade ouest.